# Tiroteo en el Colegio Cervantes de Torreón
El tiroteo en el Colegio Cervantes de Torreón fue un hecho violento ocurrido el 10 de enero de 2020 en las instalaciones del Colegio Cervantes Campus del Bosque, un colegio privado de Torreón, Coahuila, México, cuando un estudiante de 11 años armado con dos pistolas asesinó a una profesora e hirió a otras 6 personas más, entre profesores y estudiantes. El agresor vestía una playera blanca con la leyenda «Natural selection» y un pantalón con tirantes negros, haciendo referencia a Eric Harris, uno de los perpetradores de la masacre en la Escuela Secundaria de Columbine.
Este fue el segundo tiroteo escolar registrado en México, siendo el primero el tiroteo en el Colegio Americano del Noreste en 2017.

## Cronología de hechos
- 8:00 - El viernes 10 de enero de 2020, el alumno José Ángel del Colegio Cervantes Campus del Bosque[4]llegó hasta la institución privada con dos armas en su mochila, una calibre .40 automática y otra .25, propiedad de su abuelo.[5][6]Mencionó la frase "hoy es el día" a algunos de sus compañeros.[7]
- 8:10 - José Ángel pide permiso para ir al baño a su profesora, llevando consigo su mochila con la excusa de haber roto su pantalón.[6][4]
- 8:35 - Al notar que tardaba demasiado, la profesora manda a un alumno a buscar al menor. Este al ver a José Ángel saliendo, regresa al salón a avisarle a la profesora. Su profesora sale a recibirle.[6][8]
- 8:40 - El menor salió del baño cambiado de ropa y armado con dos pistolas. Medios de comunicación destacaron que el niño atacó vestido con playera blanca, tirantes y pantalón negro como Eric Harris, uno de los perpetradores de la Masacre de la Escuela Secundaria de Columbine en 1999.[1][8]
- 8:41 -  Se dirige al patio y comienza a disparar en contra del profesor de educación física y otros cinco compañeros, resultando todos heridos.[6]
- 8:42 - Dispara contra la profesora de inglés, María Assaf Medina, cuando ésta le pide que se detenga. La profesora murió al instante.[6][9]
- 8:43 - El atacante se suicida.[7][6]

Al escuchar las detonaciones profesores de otros salones pidieron a sus alumnos resguardarse agachados. Tras el tiroteo, las autoridades acordonaron la zona e iniciaron investigaciones. Padres de familia comenzaron a concurrir al sitio apresuradamente en busca de sus hijos.  Testimonios indican que el niño era un alumno de excelencia académica y no se habían reportado problemas previos con él.
El 13 de enero de 2020, el abuelo del niño identificado como el perpetrador, José Ángel Ramos Saucedo, fue detenido por las autoridades como posible responsable de homicidio doloso, por la negligencia en la que incurrió al dejar que un menor a sustrajera las armas con las que se cometió el delito. Asimismo, la Unidad de Inteligencia Financiera congeló sus cuentas, en las cuales se detectaron 100 millones de pesos, monto que no corresponde al estilo de vida que llevaba la familia.
El cuerpo de la profesora María Assaf Medina, conocida como Miss Mary, fue sepultado en el municipio de Gómez Palacio, Durango, su lugar de origen.

## Versiones sobre los hechos
Horas después de los hechos, el gobernador del estado, Miguel Riquelme Solís, señaló en conferencia de prensa que en las indagatorias del crimen se encontraba la influencia del videojuego Natural Selection, editado en 2002 por Unknown Worlds Entertainment.

«Al parecer, el niño -de 11 años de edad- fue influenciado por un videojuego que se llama ‘Natural Selection‘, del cual en su playera tenía el nombre», dijo en conferencia de prensa. Además, detalló que el menor dijo esta mañana a algunos de sus compañeros que «hoy era el día».
Miguel Riquelme Solís

Ante diversos señalamientos de periodistas y redes sociales de que la leyenda «Natural selection», vestida por el niño al momento de disparar, remitía a la masacre de la Escuela Secundaria de Columbine y no al juego el gobernador se retractó de su versión inicial aludiendo a que los medios de comunicación pudieron haberlo influenciado.

## Reacciones
- El presidente de México Andrés Manuel López Obrador lamentó los hechos y dio el pésame a las familias de las víctimas apremiando a fortalecer la seguridad escolar y el programa Mochila segura.[17]
- El gobernador del estado Miguel Riquelme indicó que tras el hecho el programa Mochila Segura será obligatorio en todas las escuelas privadas del estado.[18]
- Beatriz Gutiérrez Müller lamentó el tiroteo y declaró que la revisión de las mochilas y del comportamiento de la infancia debe iniciar en casa.[19]
- La secretaría de Gobernación Olga Sánchez Cordero llamó a las redes sociales Facebook y Twitter a retirar las imágenes del tiroteo que circulan en ellas.[20]